# Patrik Isaksson
Patrik Isaksson, (ur. 3 sierpnia 1972 w Sztokholmie) – szwedzki piosenkarz, gitarzysta i autor tekstów.
W 2006 roku wziął udział w szwedzkim Melodifestivalen z piosenką Faller du så faller jag i ponownie w 2008 (Melodifestivalen 2008) z piosenką Under mitt tunna skinn.

## Dyskografia
| Nar verkligheten Tranger sig på        | - Data: 26 kwietnia 1999 - Wydawca: Columbia Records     | 3  | — |
| Tillbaks på ruta 1                     | - Data: 11 października 2001 - Wydawca: Columbia Records | 1  | 8 |
| Vi som aldrig landat                   | - Data: 28 stycznia 2004 - Wydawca: Columbia Records     | 9  | — |
| Patrik Isaksson                        | - Data: 10 maja 2006 - Wydawca: Columbia Records         | 6  | — |
| 10 ar - snäll mans En bekännelser      | - Data: 30 czerwca 2008 - Wydawca: Columbia Records      | 3  | — |
| No. 6                                  | - Data: 25 maja 2011 - Wydawca: Columbia Records         | 28 | — |
| "—" oznacz, że album nie był notowany. |                                                          |    |   |

## Nagrody i wyróżnienia
| Rok  | Kategoria             | Tytułem                         | Nagroda | Nota      | Źródło |
| ---- | --------------------- | ------------------------------- | ------- | --------- | ------ |
| 2000 | Årets kompositör      | Patrik Isaksson                 | Grammis | Laur      | [ 9 ]  |
| 2000 | Årets textförfattare  | Patrik Isaksson                 | Grammis | Nominacja | [ 10 ] |
| 2000 | Årets nykomling       | När verkligheten tränger sig på | Grammis | Laur      | [ 11 ] |
| 2000 | Årets pop/rock manlig | När verkligheten tränger sig på | Grammis | Nominacja | [ 12 ] |
| 2000 | Årets låt             | "Du får göra som du vill"       | Grammis | Laur      | [ 13 ] |